# Juglar

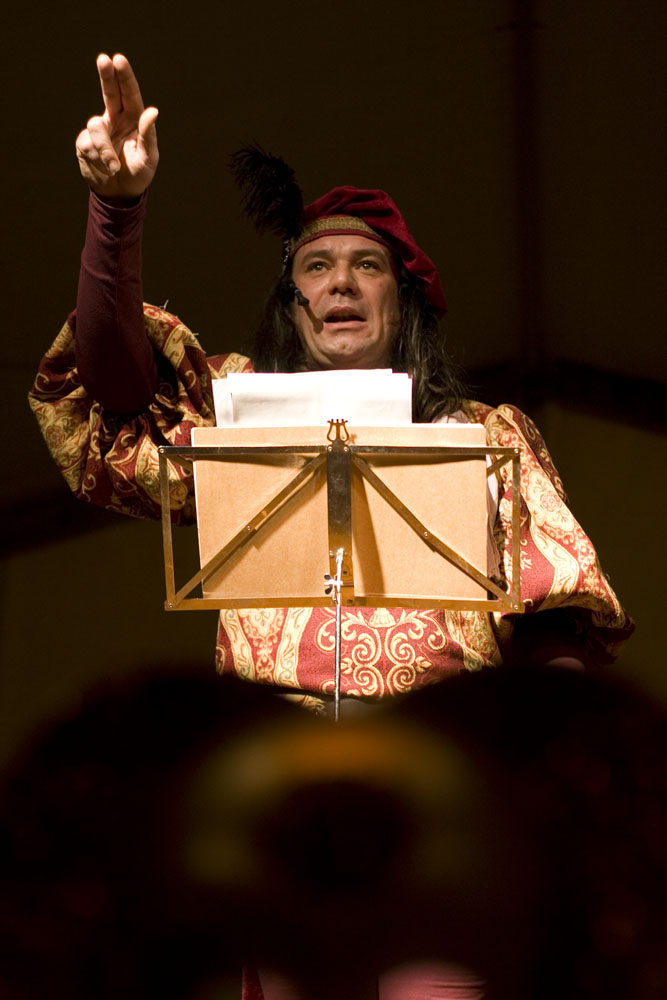
El juglar Crispín d'Olot pregonando el Carnaval de La Bañeza (2010).

Un juglar —antiguamente también joglar— era un artista ambulante en la Edad Media. A cambio de dinero o comida, ofrecía su espectáculo callejero en las plazas públicas, y en ocasiones era contratado para participar como atracción y entretenimiento en las fiestas y los banquetes de reyes y nobles.

## Etimología
De las tres acepciones que el DRAE consigna de «juglar», la principal (recogida también en el diccionario de teatro de Gómez García) insiste en su condición de artista de atracciones: «En la Edad Media, persona que ante el pueblo o los nobles y los reyes recitaba, cantaba o bailaba o hacía juegos, yendo de unos lugares a otros». También señalan los académicos la sinonimia entre «juglar» y «pícaro», además de la antigua relación con «trovador» o «poeta».
Por su parte, el semiólogo francés Patrice Pavis acoge el sentido de equivalencia que se les da a «juglar» y «malabarista» en muchos países europeos: bateleur, en francés; juggler, en inglés, y gaukler, en alemán. De ahí que «juglar» sea, en el medio histórico-medieval, un término genérico en el que se incluyen farsantes, charlatanes, saltimbanquis, feriantes, acróbatas e, incluso, barberos, dentistas y amaestradores de animales.
«Joglar» y «juglar» derivan de la palabra latina iocularis que se puede traducir como gracioso, divertido o entretenido. A su vez, iocularis procede del vocablo iocus, de la que deriva la palabra «juego»; una de las acepciones de «juegos» en el DRAE es: «fiestas y espectáculos públicos que se celebraban antiguamente».
Según Jacques Le Goff, se calificaba como joculator a todos aquellos que se consideraban peligrosos o convenía separar de la sociedad. Un joculator era, pues, un indeseable, un rebelde...
Ramón Menéndez Pidal concluye que el término joglaría significaba, en un principio, diversión o espectáculo que proporciona el juglar, evolucionando posteriormente su significado al de burla o chanza.
Fray Liciniano Sáez sostiene que la voz joglar no solo corresponde a truhan bufón, cantor de coplas por las calles y comediantes, sino que también comprende a los poetas, a los que cantaban en las iglesias y palacios de grandes señores, a los compositores de danzas, juegos y toda especie de diversiones y alegrías, a los tañedores de instrumentos; en definitiva, a todos los que causaban alegría.

## Orígenes y evolución de la juglaría
El vocablo «juglar» engloba, durante buena parte de la Edad Media, a todos los profesionales de las artes escénicas, independientemente de su calidad artística, remuneración y público al que entretenía. Así mismo, era habitual que los juglares dominasen más de una disciplina artística y las combinasen en sus espectáculos. Así lo atestiguan textos de la época, es el caso del cantar de gesta Daurel et Beton, en el que el juglar Daurel tañe arpa y vihuela, canta cantares de gesta y lais, sabe trovar y ejerce de saltimbanqui. 
Estudiosos como Edmond Faral sostienen la teoría de los juglares como artistas indiferenciados y multidisciplinares desde sus orígenes, frente a las teorías que admiten la existencia de una élite juglaresca, descendiente de bardos o cantores germanos, de origen distinto al de los otros juglares. Al margen del origen, sí surgieron distintos estatus juglarescos en función de sus habilidades artísticas, el grado de refinamiento de sus espectáculos y el público al que deleitaban. Poco tenían en común el nivel de vida y el repertorio de un juglar tabernario con el de un juglar al servicio de un rey.
Los juglares se fueron especializando con el paso de los siglos, surgiendo diversos tipos y categorías con nombres propios específicos. Así hubo tipos de juglares bien vistos y valorados por sus artes (es el caso de los juglares épicos o los líricos), en cambio otros fueron desdeñados y reprobados por los moralistas (por ejemplo: los goliardos o los cazurros). El mismo Alfonso X el Sabio, en la Séptima Partida, trató de infames "a los que son juglares e los remedadores e los facedores de los zaharrones que públicamente andan por el pueblo o cantan o facen juegos por precio, esto es, porque se envilecen ante otros por aquel precio que les dan. Más los que tañeren estrumentos o cantasen por facer solaz a sí mesmos, o por facer placer a sus amigos o dar solaz a los reyes o a los otros señores, non serían por ende enfamados (infames)". Asimismo, por la Ley 3º, título XIV, Partida 4º, se prohibía a las "personas ilustres que tuvieran por barraganas a juglaresas ni sus hijas".
Los primeros juglares aparecieron en torno al s. VII d. C. divirtiendo, tanto a clases altas en sus palacios como a las bajas en las plazas y pueblos. Ramón Menéndez Pidal razona que en los textos se referían a ellos con figuras procedentes del teatro romano como mimos, histriones y timélicos, sin quedar claro si sus espectáculos eran iguales a los de la época romana u otros distintos más parecidos a los espectáculos juglarescos de la Plena Edad Media. Los juglares continuaron las artes escénicas de sus predecesores durante la Alta Edad Media, con la gran diferencia de que componen y actúan en las nuevas lenguas romances locales que van sustituyendo al latín.
Poco a poco las distintas élites artísticas, que actuaban en cortes o estaban al servicio de la nobleza, fueron adoptando otras denominaciones para diferenciarse de artistas de inferior calidad o categoría que actuaban para público más humilde. Así, por ejemplo, a partir del siglo XIII comenzó a llamarse ministriles a los músicos cortesanos y juglares al resto de músicos, creando así dos tipos de músicos en función del público para el que actuaban. 
Por otra parte, los juglares van abandonando mayoritariamente su faceta creativa, tanto en el ámbito musical como en el literario, para ponerse al servicio de las composiciones de clérigos y trovadores, pasando de ser compositores de sus propias obras a convertirse en meros intérpretes y difundidores de obras ajenas al mester de juglaría.  
Según avanza la Baja Edad Media, el prestigio de la figura del juglar va disminuyendo hasta quedar relegado solo para ser llamados así a los truhanes y mendigos que se ganaban la vida más por medio de la picaresca que por sus habilidades artísticas. Este punto de vista sobre la juglaría fue compartido por muchos intelectuales. Por ejemplo, Marcelino Menéndez Pelayo la definió así:

"La juglaría era el modo de mendicidad más alegre y socorrido, y a ella se refugiaban lo mismo infelices lisiados que truhanes y chocarreros, estudiantes noctámbulos, clérigos vagabundos y tabernarios (de los llamados en otras partes goliardos) ... y, en general, todos los desheredados de la naturaleza y de la fortuna que poseían alguna aptitud artística y que gustaban de la vida al aire libre o tenían que conformarse con ella por dura necesidad"
Marcelino Menéndez Pelayo, Antología, XI, págs. 33-34.

La juglaría desapareció progresivamente prolongando su decadencia hasta finales del XV o las primeras décadas del siglo XVI, exceptuando al ciego juglar, que pervivió hasta bien entrado el siglo XX recitando romances y otros cantares o coplas acompañados con zanfona o rabel.

### Tipos de juglares

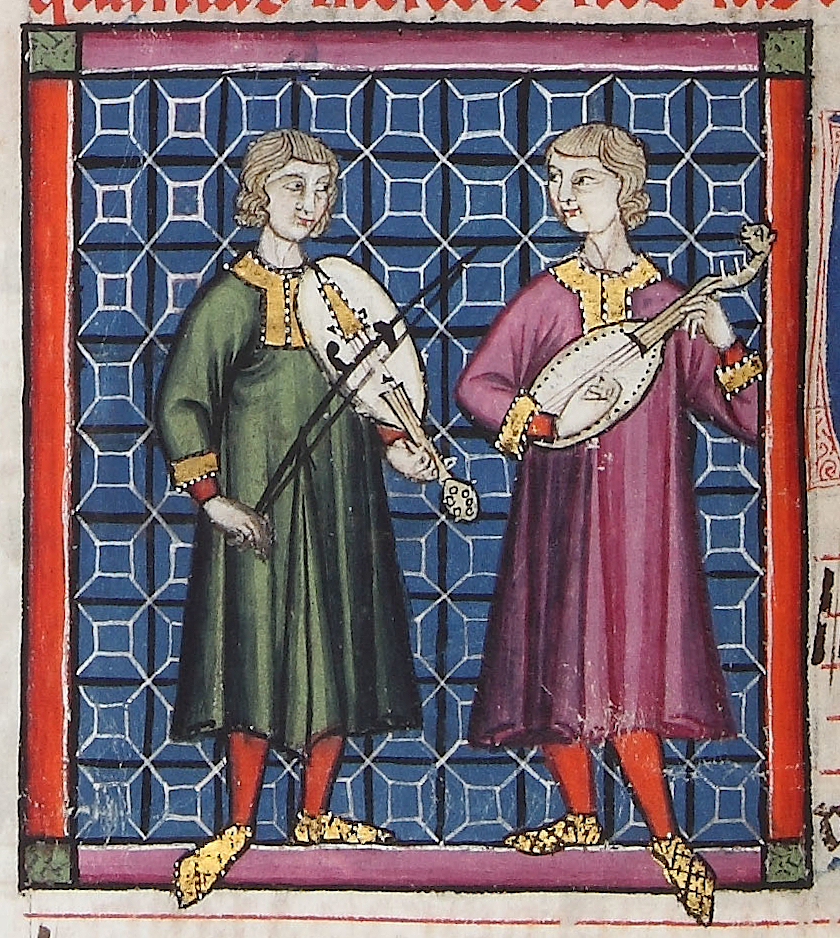
Vihuela de arco y vihuela de péñola

El juglar podía incluir en sus espectáculos desde música y literatura hasta acrobacias, juegos o simple charlatanería. Según la actividad en la que se centraran, podía distinguirse varios tipos de juglares:
| TIPO DE JUGLAR          | DESCRIPCIÓN                                                                                     |
| ----------------------- | ----------------------------------------------------------------------------------------------- |
| Juglares líricos        | Recitaban las obras líricas de los trovadores                                                   |
| Juglares épicos         | Interpretaban cantares de gesta y otras composiciones narrativas                                |
| Remedadores             | Imitaban                                                                                        |
| Goliardos               | Eran clérigos vagabundos o estudiantes de vida pícara (origen de la tuna)                       |
| Zaharrones              | Utilizaban disfraces y gestos grotescos en sus espectáculos                                     |
| Trasechadores           | Eran prestidigitadores                                                                          |
| Menestriles             | Eran juglares-músicos que en lugar de andar errantes quedaban al servicio exclusivo de un señor |
| Cazurros                | Recitaban de forma disparatada, sin seguir ninguna regla                                        |
| Juglaresas y soldaderas | Eran mujeres de vida errante que se dedicaban al baile y al canto                               |

Otra posible clasificación sería la división en juglares de voz, que combinaban música y voz en sus actuaciones, y juglares de instrumentos, que prescindían de la voz. Entre estos últimos, y según el instrumento utilizado, se podían encontrar violeros, cedreros, cítolas, tromperos y tamborreros, entre otros.

## Juglares y trovadores
De modo muy esquemático, suele asociarse al trovador con el autor (creador), y al juglar con el actor (intérprete). Ambos se sintetizarían en la cultura musical del siglo XX con la imagen del cantautor.

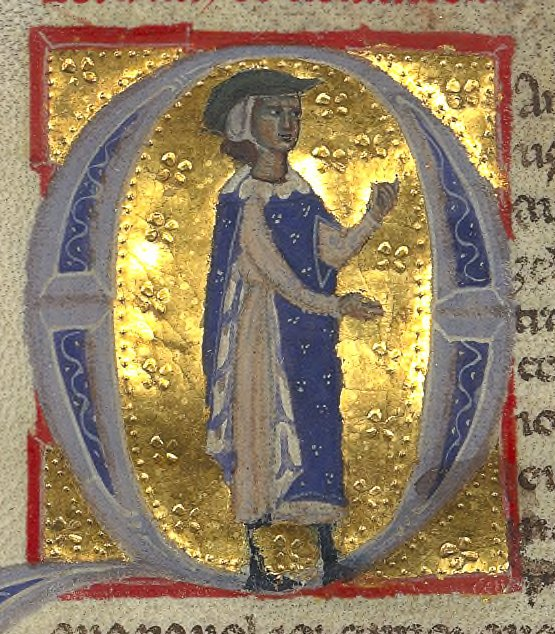
Bernart de Ventadorn, trovador medieval occitano

Así pues, detrás del juglar —o en su origen— ha de situarse la personalidad del trovador occitano y catalán, o el «minnesänger» alemán. La conclusión más definidora de la diferencia entre juglar y trovador, parece evidente: el primero necesita un público y pertenece al ámbito teatral del espectáculo, el segundo (el trovador en su concepto de origen) no necesita público y se encuadra en el ámbito literario.
Medievalistas como Ramón Menéndez Pidal, defienden que los juglares son los primeros poetas en lengua romance y los trovadores aparecen posteriormente por imitación del juglar. En el siglo XII, los nobles comienzan a cultivar la poesía lírica en lengua vulgar, surgiendo así los trovadores como poetas refinados para las clases más cultas. 
La diferenciación entre juglar y trovador era difusa, pues trovar aludía al acto de la invención o creación artística, cosa que también hacían algunos juglares. Así mismo, ni todos los trovadores eran de origen noble, ni todos los juglares eran más pobres o menos distinguidos. Incluso se dieron casos de trovadores que interpretaban sus propias piezas y cobraban por ello, algo propio de los juglares. 
Generalmente, el trovador solía ser más instruido y de mayor posición económica que el juglar; incluso podían tener juglares a su servicio que interpretaban su obra o servían de acompañamiento musical. Por ejemplo, los trovadores occitanos solían mencionar el nombre del juglar al que encomendaban interpretar una composición ante el destinatario de la misma.
Progresivamente los juglares líricos dejaron de componer para pasar a ser meros intérpretes que solicitaban repertorio a trovadores, dando lugar al concepto de la juglaría como simple propagadora de la lírica trovadoresca.  

## Juglares y clérigos
Mester traigo fermoso, non es de joglaría
mester es sin pecado, ca es de clerezía
fablar curso rimado por la cuaderna vía
a sílabas cuntadas, ca es grant maestría.
Libro de Alexandre, vv. 5-8.

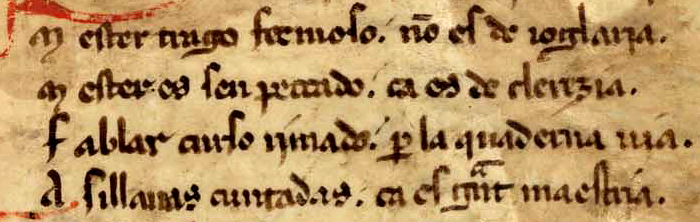
Segunda estrofa del Libro de Alexandre, primer tercio del, Mester traigo fermoso, non es de joglaría
mester es sin pecado, ca es de clerezía
fablar curso rimado por la cuaderna vía
a sílabas cuntadas, ca es grant maestría.

Cabe destacar que con los clérigos nace la literatura escrita en lenguas romances en torno al siglo XI, pero la literatura oral ya contaba con siglos de existencia gracias a la juglaría. Los juglares se basaban en la oralidad, no en la escritura, por tanto, una parte de su obra se perdió cuando cayó en el olvido y otra parte se conservó gracias a copias manuscritas por clérigos o las prosificaciones de cantares y romances en las distintas crónicas.
A pesar de que clérigos y juglares parecen totalmente contrapuestos, existieron clérigos ajuglarados, tipos de juglares que provenían de la clerecía (los goliardos o los sopistas) y juglares devotos que cantaban las vidas de los santos. 
Se conocen casos de clérigos que pasaron a ser juglares (Peire Rogier) y viceversa (el juglar del siglo XIV Martín Vaasquez). Esto se debe a que no todos los juglares eran analfabetos y a que los escolares tenían formación musical, como así lo indica el autor del libro de Alexandre <<todos los estrumentos que usan los joglares, otros de maor preçio que usan escolares>>   

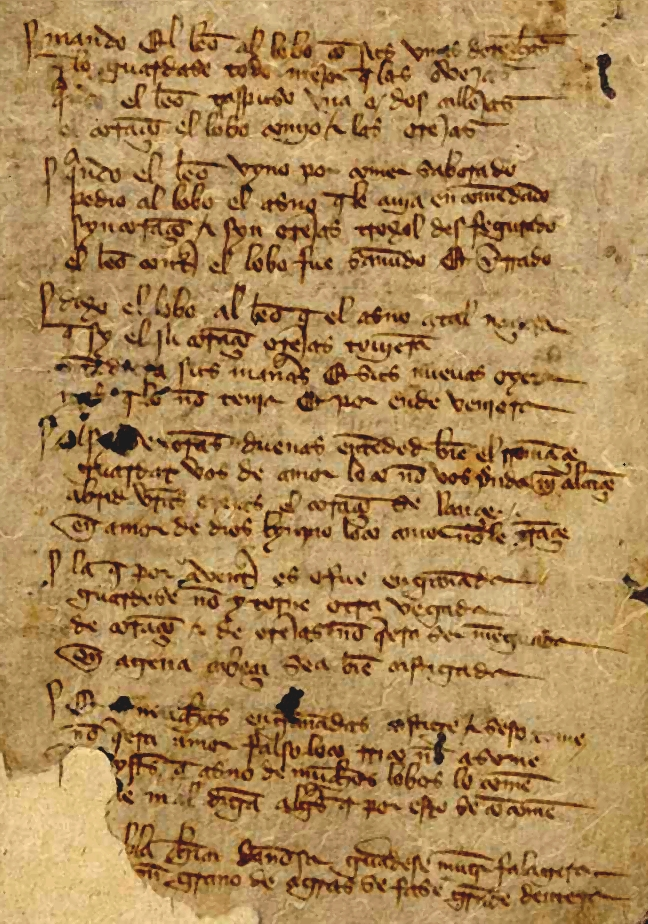
f. 3r.º del manuscrito del Libro de buen amor de la Biblioteca Nacional

Los clérigos, en su faceta de moralistas y adoctrinadores, acaban conjugando su formación culta con la necesidad de ser comprendidos por una población que, mayoritariamente, apenas comprendía el latín. Para ello utilizan a la juglaría como divulgadores de obras clericales o como amenizadores de actos religiosos. No obstante, no solo se valieron de juglares para predicar, sino que hubo clérigos que utilizaron artes juglarescas para ello.
Si bien había clérigos a favor de la juglaría, obispos que tenían juglares a sueldo y moralistas que apreciaban algunos tipos de juglaría. Con el tiempo, se impuso la corriente que veía a los juglares y a las juglaresas como: pecaminosos, una distracción reprobable o una fuente de relajación moral, tanto para la iglesia como para el pueblo. Así surgen quejas, como la de Don Juan Manuel, por actos profanos juglarescos en vigilias como cantares y bailes. En el siglo XIII comienzan a dictarse prohibiciones contra la juglaría.
Con respecto a la poesía, conviene aclarar que el mester de clerecía engloba a hombres instruidos, no solo a sacerdotes. Ambas escuelas poéticas no eran opuestas, como se creyó durante el romanticismo, sino que los juglares pudieron formarse técnicamente en la escuela de los clérigos, aunque su poesía era muy distinta. Para los clérigos, la poesía asonante y asimétrica del mester de juglaría era muy rudimentaria, ellos desarrollan una forma poética más elaborada, compleja y sin fallos métricos: la poesía en cuaderna vía de versos alejandrinos y rima consonante.
Los clérigos no solo prosificaron, tanto en latín como en lengua romance, la poesía narrativa juglaresca. También escribieron poemas épicos basándose en ella, como es el caso del Poema de Fernán González, o reelaboraciones de los mismos, como las Mocedades de Rodrigo.
Mención aparte merece el arcipreste de Hita, que no solo escribió el Libro de buen amor para ser utilizado por los juglares, también escribió muchas cantigas para toda clase de juglares, de las que solo se conservan dos cantos de escolar, que son simples peticiones de limosna.

## Juglares y poesía épica
Al sector más cultivado de la juglares se le debe la conservación de un rico tesoro, transmitido en forma de tradición oral, y que puede abarcar, en un sentido muy amplio, desde la poesía épica medieval hasta la poesía cortesana prerenacentista.
Como herencia de la Europa medieval, el juglar aparecería como punto fijo (o parte del paisaje) en el «Pont Neuf» de París o en la Plaza de San Marcos veneciana. Muchas veces, su espectáculo (una auténtica actuación física y lúdica) fue gratuito, como reclamo o anuncio callejero para invitaciones de aristócratas o grandes señores, entre los que a menudo se encontraban los eclesiásticos más ricos y poderosos. Así, fueron mencionados en la Estoria de España, a finales del siglo X, 'invitados' a las bodas de las hijas del Cid, y en diversos pasajes de otras grandes Crónicas europeas y muy variadas obras anónimas de la alta y baja Edad Media.

"Luego al otro día casi de madrugada,
levantóse la dama ricamente adornada,

tomó una viola buena y bien templada,

y salió al mercado a tocar por soldada.

Comenzó unos ritmos y unos sones tales

que gran dulzor traían y eran naturales;

henchíanse de hombres aprisa los portales,

no caben en las plazas, súbense a los poyales.

Cuando con su viola hubo bien agradado,

a gusto de los pueblos bastante hubo cantado,

tornóles a decir un romance rimado,

de ese mismo suceso por que había pasado."

Tarsiana, juglaresa en el Libro de Apolonio Anónimo.

### Juglares primitivos
A pesar de haber antecedentes de poetas y cantores épicos clásicos como los aedas y rapsodas griegos, el juglar épico surge, o cuanto menos está influenciado, por los cantores de origen bárbaro como los bardos, los escaldos o los scopas. Progresivamente van sustituyendo a estas figuras y surgiendo con fuerza en la Europa occidental y meridional. La poesía épica juglaresca deriva de la poesía épica que cultivaron pueblos germánicos como: Godos, Francos y Anglosajones. Esta poesía primitiva se transmitía oralmente y ocasionalmente por escrito. Los primeros juglares épicos o juglares primitivos componían poemas cortos, de unos 500 o 600 versos, muy diferentes a los romances posteriores, centrados en la narración de hechos.

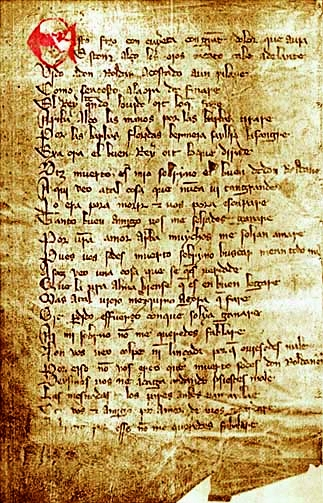
Cantar de Roncesvalles (f. 1v.º)

### Juglar de gesta
De los poemas narrativos de los juglares primitivos nacen los cantares de gesta, mucho más extensos (podían sobrepasar los 10000 versos), con más elementos líricos y de fantasía. Esta extensión se debe a que solían estar compuestos por varios juglares de diversas épocas, ya que se iban refundiendo cantares más antiguos y añadiendo contenido. Estos poemas eran recitados por los juglares de gesta, de los cuales poco se sabe debido a que, a diferencia de los juglares líricos, sus obras se centran en la narración y apenas se mencionan a sí mismos.

Mientras el autor de lírica no quiere llamarse juglar, la poesía épica no se atribuye sino al juglar: «dizen los juglares en sus gestas>> es la frase empleada para hablar de los autores de poesía heroica tradicional.
Ramón Menéndez Pidal

En la península ibérica, los juglares de gesta llegan a su momento culminante en la segunda mitad del siglo XIII. La poesía narrativa de los juglares convive con la de los clérigos, siendo muy variado el repertorio de ambos: vidas de santos, hechos de la edad clásica, de grandes caballeros de la Edad Media, poemas morales y devotos, acontecimientos históricos, sátiras, etc. Como en otros lugares, se llegó a tener en muy alta estima a los juglares de gesta por su contribución a difundir la historia y como elemento fundamental para fomentar y preservar el sentimiento nacional. Su poesía narrativa era muy apreciada en todos los estamentos de la sociedad.
En la segunda mitad del siglo XIV, ya solo persiste la poesía narrativa de los juglares de gesta, debido al auge de los relatos en prosa. Por ese tiempo en Francia, los cantares de gesta van quedando relegados a los juglares ciegos. En España, los juglares de gesta perviven algo más, hasta el siglo XV, pero ya solo tienen éxito entre el público burgués y el más bajo.

### Juglar de romances
Los cantares de gesta se dejaron de componer y cantar en la segunda mitad del siglo XV, sin embargo, no fue el fin de la juglaría épica. Antes del siglo XV surgen los romances como partes o episodios de los cantares de gesta, siendo difundidos por juglares de segundo orden en ciudades y aldeas. Estos romances van tomando forma propia, siendo evolucionados lírica y formalmente en cada refundición, hasta quedar plasmados por escrito en el romancero viejo, ya como versiones muy posteriores y alteradas de los originales.   
Estos romances eran recitados por los juglares de romances, los cuales convivieron con los juglares de gesta, hasta que éstos desaparecieron o se reciclaron como juglares de romances. Ramón Menéndez Pidal sostiene que existían dos tipos de romances cultivados por los juglares: el romance popular épico-lírico que conocemos y un tipo de romance juglaresco más extenso, parecido a los antiguos poemas épicos de los juglares primitivos.

Los juglares de romances fueron reemplazados por el propio pueblo a medida que comenzó a recitar y transmitir los romances de generación en generación. El juglar épico desaparece porque ya no es necesario, pero su obra pervive en la memoria popular, dando lugar a otros géneros posteriores como el romancero nuevo o los libros de caballerías.

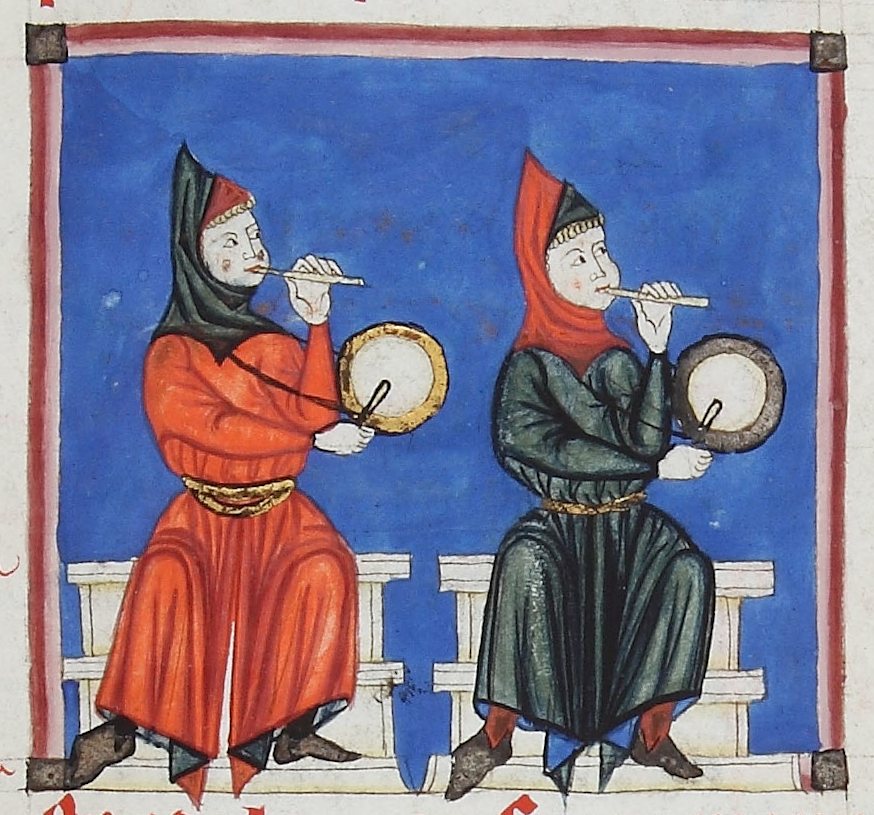
Músicos de corte en las Cantigas de Alfonso X el Sabio.

### Temas
Dentro de las obras Juglares española se destacan los siguientes temas, de tradición castellana:
- Cantar de mio Cid
- Leyendas del Conde Fernán González
- Cantar de Zamora
- Historia de los siete infantes de Lara

### Recursos utilizados
Para captar la atención de su público, los juglares utilizarán, por influencia de las chansons de geste francesas, una serie de recursos basados en el carácter oral de las representaciones de la épica: 
- Fórmulas apelativas dirigidas al público: yo os diré, oíd, sabed, ¿quién os lo podrá contar?...
- División del poema en partes.
- Introducción de valoraciones subjetivas en el relato en forma de apóstrofes más directos: mala cuenta es, señores, sufrir mengua de pan.

## Juglares y música

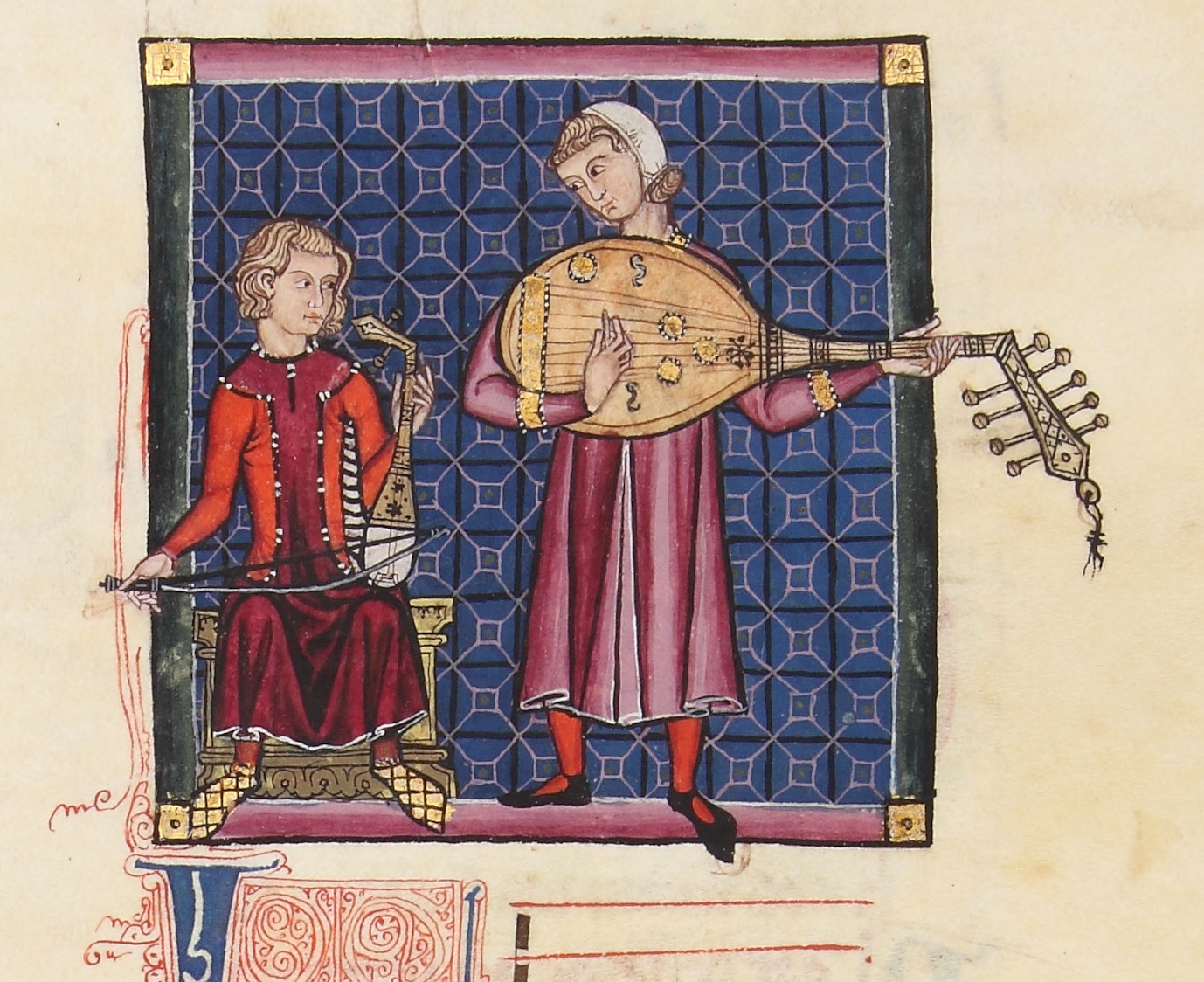
Músicos de rabel y laúd

La relación de la juglaría con la música abarca dos vertientes; por un lado, están los juglares líricos que componían cantigas o interpretaban las de los trovadores y por otro lado los juglares músicos que se ganaban la vida amenizando eventos.
En la música medieval europea predominaba la música sacra o del entorno de la iglesia (como la escuela de Notre Dame), o cuanto menos es de la que más producción se conserva. Sin embargo, además de la música de canto llano religiosa existe una música profana desarrollada por juglares y trovadores, también de escritura monódica y vocal que llevaba acompañamiento instrumental y compás definido.
La juglaría es la transmisora generacional de la música popular no litúrgica, incorporando las novedades que van surgiendo en la música religiosa y en la cortesana. Los juglares también contribuyeron a propagar el Ars antiqua y el Ars nova, así como la música instrumental y los propios instrumentos musicales, la mayoría ajenos a la música sacra y en buena parte de procedencia oriental.
La música juglaresca no se limitaba solo al uso de las siete notas naturales, también utilizaban semitonos propios de la denominada música ficta o cromática. Así mismo, era habitual el uso de instrumentos polifónicos.
Los juglares líricos y los instrumentistas no eran propios solo de una zona o una religión, sino que existieron juglares cristianos, mozárabes, sarracenos y judíos.

### Juglares líricos
Los juglares líricos son compositores e intérpretes; quedando, en muchos casos, a servicio de trovadores para interpretar y difundir las composiciones de estos últimos. Por tanto, el juglar lírico sabe cantar y tocar instrumentos. Muestra de la relación entre juglares y trovadores, así como de la capacidad para componer de los juglares, es el subgénero lírico llamado tensón.
Ramón Menéndez Pidal establece tres tipos de juglares líricos: los que son autores de sus propias canciones, los que cantan obras anónimas, ya compuestas, que van modificando a su gusto y los que cantan la obra de un trovador, lo cual les obliga a respetar la composición original y ceñirse a ella.   
Los juglares líricos que componen tienden a querer salir de la clase juglaresca para alcanzar la categoría de trovador, pudiendo llegar a quedarse en una categoría intermedia denominada segrel.
En la península ibérica, la lírica de influencia provenzal se cultiva en el este y la lírica gallego-portuguesa en el oeste y el centro peninsular, en el que convive con la lírica castellana hasta el siglo XV. Además, en el sur peninsular se cultiva la lírica mozárabe, como por ejemplo las jarchas o los cantares a lo arábico. Tampoco conviene olvidar la música sefardita cultivada en las juderías de toda la península.
Desde mediados del siglo XIV, el juglar cortesano abandona su faceta de compositor de poesía lírica y el canto, quedando su papel reducido al de músico, tomando el nombre de ministril. Aun así su papel como transmisor y difundidor musical sigue siendo relevante.

### Juglares de instrumentos
En un escalafón inferior al juglar lírico se encuentra el juglar instrumentista, el cual se ganaba vida tocando uno o varios instrumentos, ya fuese en las cortes de los nobles, en fiestas populares, religiosas o celebraciones.
Los juglares de instrumentos estuvieron a sueldo de: casas reales, casas nobles, prelados y ciudades, llegando a tener buenas cantidades de ingresos por medio de ropas, alimentos, etc. Los cuales vendían para obtener dinero. Dichas ganancias solían ir en función del tipo de instrumento que tocasen, ya que había categorías según el mismo, siendo la mayor la de los juglares que tocaban instrumento de cuerda y de menor categoría los juglares de instrumentos de viento y los de percusión. La clase más ínfima de juglar músico era el tamborero. En las fiestas y eventos, los juglares no se mezclaban como en una orquesta, sino que cada tipo solía tener asignado un lugar, en función de la cantidad de nivel sonoro que se requiriese; si el nivel era bajo, los juglares de instrumentos más sonoros ocupaban las zonas más alejadas, si por el contrario, la celebración requería mucho estruendo tomaban protagonismo en cantidad y cercanía.
La clasificación más corriente de este tipo de juglares se basa en el instrumento en el que están especializados. Los más destacados, en los poemas de clerecía, son los que tocan la vihuela (violeros), seguidos de cedreros y cítolas. También son comunes: roteros, organistas, tromperos, tamboreros, etc.

## Juglares y teatro
Algunas hipótesis relacionan la actividad juglaresca con la aparición del teatro profano medieval. El juglar, hombre-espectáculo, mimo cómico-dramático, recitador, cantor y músico, acróbata y domador, era, como el bululú descrito por Rojas Villandrando, un bufón con pretensiones artísticas (en palabras de Quevedo: un "bufo farandulero miserable").
No obstante, su dignidad escénica, como actor callejero con recursos, quedó ya escrita en el siglo XI, en el epitafio del juglar Vitalis: 

"Imitaba yo el rostro, los gestos y el habla de mis interlocutores, de modo que se creyera que eran muchos los que se expresaban por una sola boca... En esto andaba cuando el fúnebre día se llevó conmigo a todos los personajes que vivían en mi cuerpo"
Anónimo, siglo XI.

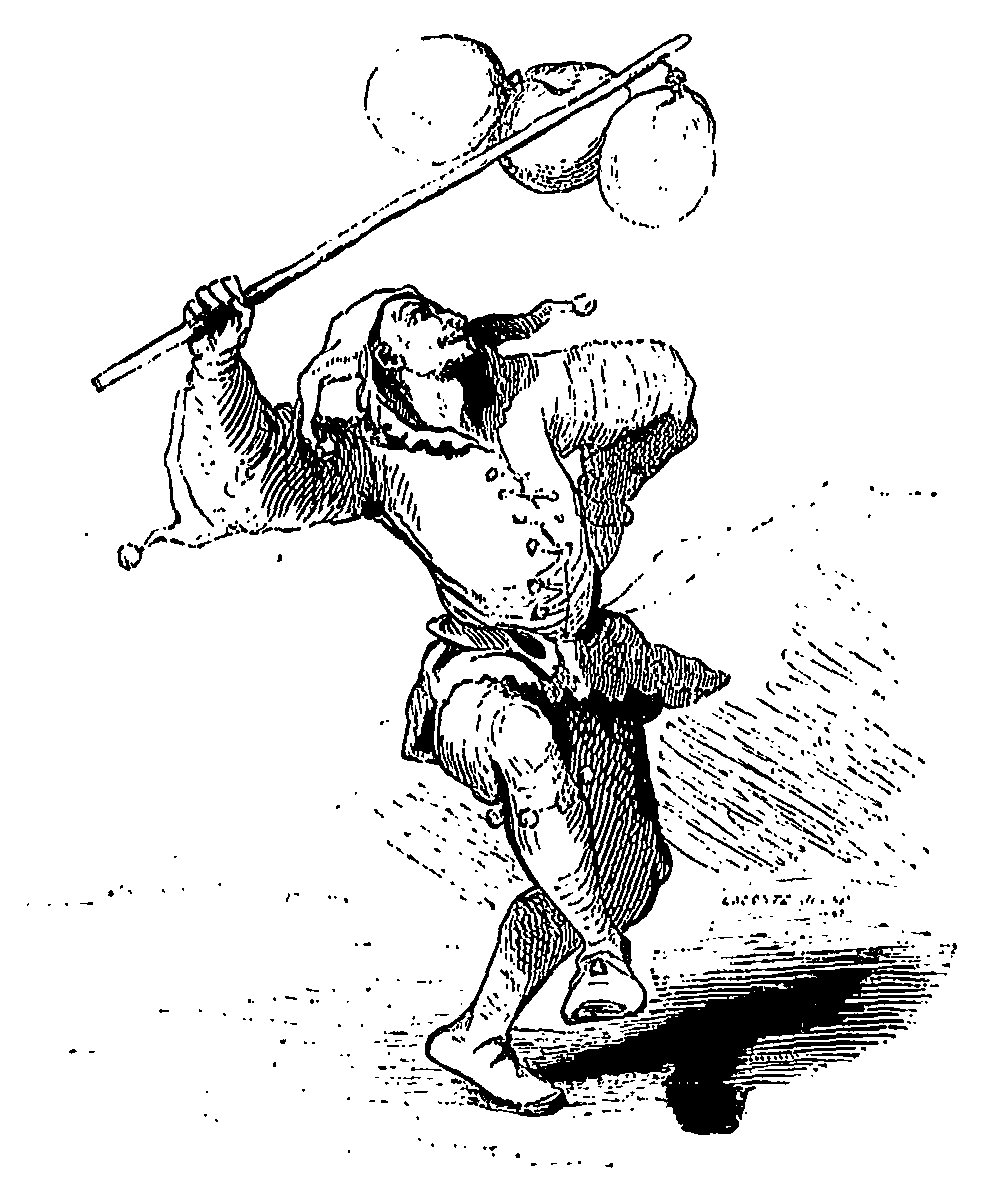
Un cómico de la legua de la bojiganga de Maese Angulo el Malo, según ilustración de 1837, aparecida en el Quijote de Viardot (capítulo XI del tomo II: El ingenioso caballero don Quijote de la Mancha).

En la juglaría se refugiaron los distintos tipos de actores procedentes del teatro latino, junto con los de procedencia bárbara, cada uno con sus técnicas y cualidades, ambos se mezclan en el polifacético oficio de juglar. Hay rasgos de teatralidad o, cuanto menos, interpretativos en los juegos de escarnio, en la lírica (donde hay indicios de que las cantigas pudieron ser representadas ante público), en los espectáculos de los zaharrones y en el de los juglares de gesta.
A pesar de la escasa información sobre el origen de teatro medieval, existe un cierto consenso en creer que las primeras obras teatrales medievales son de temática religiosa y ligadas a las prácticas litúrgicas. Los clérigos copian la teatralidad juglaresca, dignificando el oficio de actor. Es probable que la iglesia contase con juglares como actores para la representación de autos o para los tropos (Hay juglares representados en un tropario de la abadía de San Marcial de Limoges).
Tal y como se deduce en las Siete Partidas de Alfonso X, existía un teatro laico de temática profana del que apenas queda rastro, sobre cuyo origen hay diversas teorías. Parte del mismo estaría en manos de los juglares histriones, o bien por ser compuesto por ellos o por ser los actores del mismo. El teatro juglaresco sería bien distinto al teatro convencional, enfocado a entretener un público que, en vez de ir a presenciar el desarrollo de una trama o intriga, fuese a ver escenas sueltas dentro de un espectáculo más amplio y variado. 
El juglar, a diferencia del actor convencional, ni se ciñe a un texto, (lo usa como guía, junto a su capacidad de improvisación para adaptarse al público), ni abandona su personalismo al interpretar (no se convierte en el personaje que interpreta, sino que este se expresa por medio del juglar). El arte juglaresco no está centrado en la parte interpretativa, sino en la comunicativa; el juglar se parecería más a un showman, un monologuista o al actor del teatro de calle actual que a un actor convencional de cine o teatro.
Con su inclusión en el teatro religioso y el cortesano, el juglar se va transformando en actor, abandonando su faceta de narrador y performance, dando lugar al actor medieval y al renacentista especializado en la interpretación de personajes. De los juglares histriónicos derivan figuras como el arlequín o los cómicos de la legua.  

## Juglares y otras artes escénicas

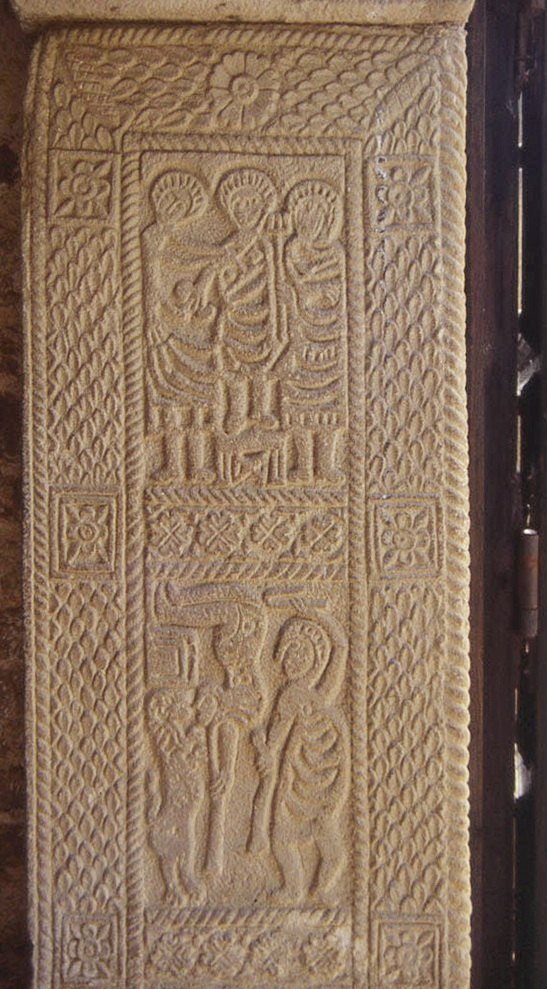
Relieve en la jamba.

Bajo el término juglar, o como un tipo de juglaría, sobrevivieron una serie de artes escénicas y circenses procedentes del teatro y el circo romano. Así pasaron a llamarse juglares a los: volatineros, saltimbanquis, prestidigitadores y domadores.
En el s. V d. C., el oficio callejero del bufón se mezcló con el de los juglares; como tales, les correspondió el mérito de mantener y propagar a lo largo de toda la Edad Media el arte del títere y la marioneta.

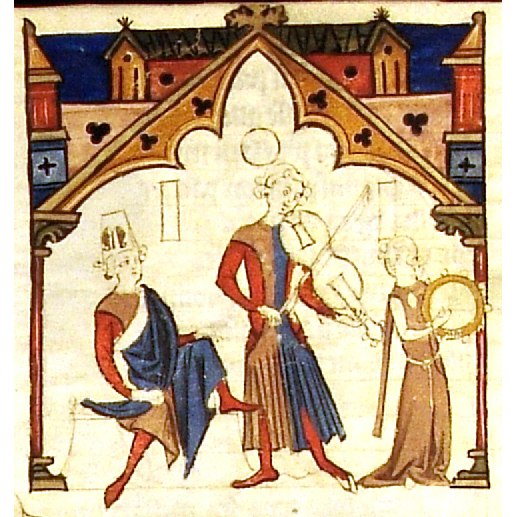
Cancioneiro da Ajuda folio 21r

Las juglaresas o juglaras, soldaderas, cantaderas y danzaderas contribuyeron a preservar el arte del canto y del baile. Sucesoras de las danzadoras griegas, las bailadoras gaditanas (puellae Gaditanae) en tiempos del imperio romano, las ballimatias de la época visigoda y las cantoras árabes. Cabe destacar el éxito del canto de las juglaresas andaluzas en los siglos X y XI o la cantidad de miniados medievales en las que aparecen juglaresas y soldaderas; por ejemplo, en 12 de los 16 que hay en Cancionero de Ajuda (en 9 de ellas bailando o cantando). Este tipo de artes fueron reprobadas y condenadas por los moralistas, que las relacionaron directamente con la mala vida, la lujuria e incluso la prostitución, sirva como ejemplo el Libro de las confesiones de Martín Pérez, escrito en torno al año 1316.
La faceta polifacética que aglutinó el oficio de juglar se refleja en los consejos que el juglar Giraut de Calansón le da al juglar Fadet para gustar en la corte de Pedro II de Aragón:

Para presentarse ante éste, Fadet debía saber trovar y saltar, jugar a los dados, lanzar y recoger varias manzanas y dos cuchillos, tocar el tambor, las castañuelas, la cítola, la rota de diecisiete cuerdas..., hasta nueve instrumentos había de aprender; tenía que saber saltar por cuatro aros, imitar el canto de los pájaros, hacer bailar los títeres, ponerse unas barbas rojas, hacer saltar el perro y amaestrar monos; debía saber las historias de Troya, Argos, Jasón, Dédalo, Ulises, Eneas, Dido suicida de amor, Rómulo, Octaviano que oculta el tesoro, Virgilio el nigromante, Satán apresado por Salomón, Holofernes..., pero, sobre todo, ha de saber, más que de nada, de la diosa del amor, que yace desnuda y que, aunque no ve, hiere certeramente con sus dardos. <<Si tú -le dice por fin Calansón a Fadet- no haces oír las cosas mejores en la corte aragonesa, no te quejes de la paga que te den>>
Ramón Menéndez Pidal, Poesía juglaresca y juglares. Orígenes de las literaturas románicas.

## Juglares delsigloXX

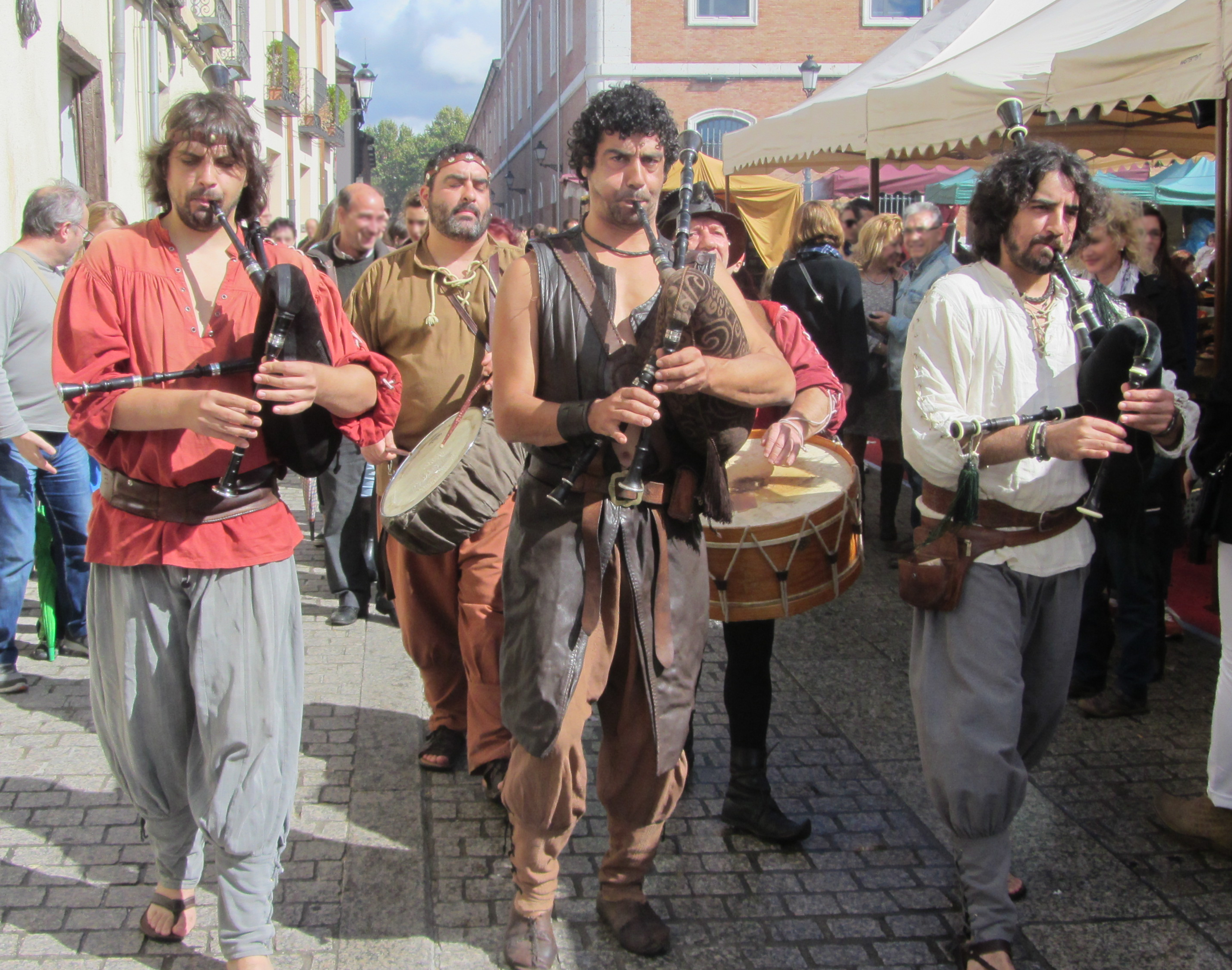
Juglares en el mercadillo medieval de Alcalá de Henares.

El rescate que intelectuales y dramaturgos europeos y americanos del siglo XX hicieron del teatro popular, llevó a la recuperación de prácticas y recursos escénicos ancestrales, y la búsqueda de públicos marginales (y marginados) en entornos ajenos a los circuitos teatrales. Los nuevos juglares, auténticos reyes del teatro de calle, pusieron de nuevo en juego un teatro no literario, satírico-político muy a menudo, y siempre divertido y popular. Los Tabarin y Montdor que montaban sus «fantasías tabarínicas» entre 1619 y 1625, se habían reencarnado en los Darío Fo y los Enrique Buenaventura de la segunda mitad del siglo XX.

### Juglaresca española
En España comienza a recuperarse la figura y el oficio de juglar, al albor de las recreaciones de mercados y acontecimientos medievales, surgidos a partir de la última década del siglo XX. Posteriormente, en el siglo XXI, aparecen eventos específicos sobre juglaría como, por ejemplo, el Encuentro de juglares de Sahagún o el Encuentro internacional de juglares, trovadores y cuenteros en Melque, que van dando visibilidad a juglares modernos, tanto a los que adoptan alguna característica juglaresca (como en su día hizo la histórica compañía Els Joglars), como a los más convencionales, cuyo repertorio se basa en la oralidad, el folclore y la literatura. Así, las características y cualidades de juglares modernos, como el leonés Crispín d’Olot, poco diferirían de las de sus antecesores de los siglos XII al XVI.

### Juglaresca hispano-americana
El peculiar marco sociopolítico en buena parte de Iberoamérica generó, ya en pleno siglo XX, diversos modelos que podrían considerarse continuadores o reflejo de la juglaresca medieval europea y el folk-singer de América del Norte. Modernos trovadores (así conocidos en varios países del Nuevo Mundo) y troveros, con el título de payadores en el Cono Sur, pueden ser considerados, en diferentes niveles de compromiso y personalidad: Atahualpa Yupanqui, Víctor Jara, Pablo Milanés, Jacinto Palacios o Jorge Cafrune, por citar tan solo a los más conocidos en el plano internacional.
También pueden ser considerada dentro de la juglaría de instrumentos a la agrupación callejera chilena, integrada por un organillero y dos chinchineros o percusionistas bailarines. Esta tradicional tripleta es, por lo demás, extensión de la tradición organillera alemana, desaparecida ya en la primera mitad del siglo XX.

## Véase también

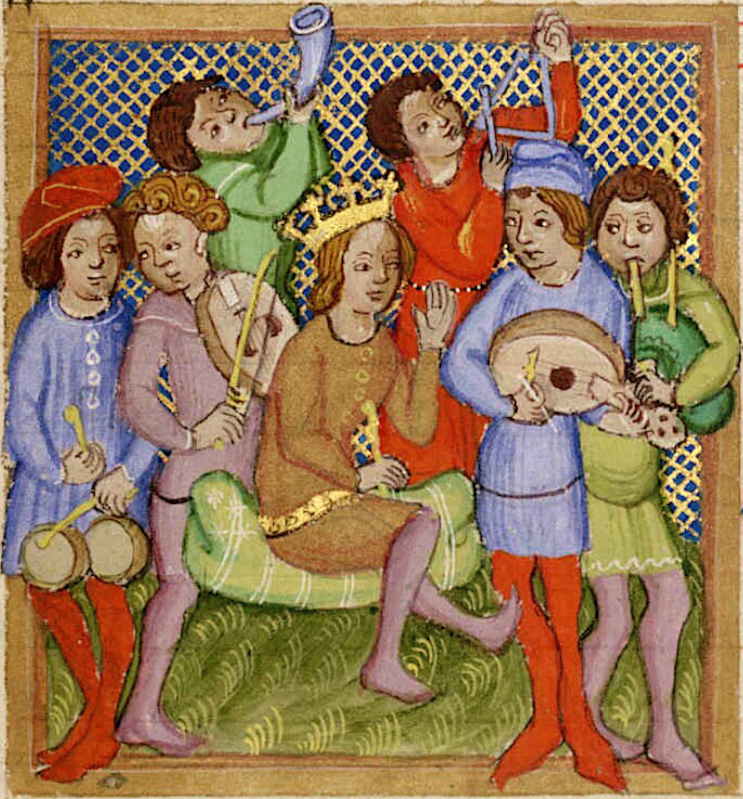
Anónimo alemán en un manuscrito iluminado del. Archiv für Kunst und Geschichte (Berlín).